# Эшворт
Эшворт (англ. Ashworth) — незаконченный роман британской писательницы Шарлотты Бронте. Первые главы были отосланы Шарлоттой Хартли Колриджу, который нашёл, что в таком виде роман не подходит для печати – мнение, которое автор полностью разделил.
В основу сюжета, видимо, должна была лечь история дружбы и противостояния Александра Эшворта и Артура Рипли Уэста, которым в ювенилии Шарлотты Бронте и её брата Бренуэлла соответствуют характеры Александра Перси (графа Нортангерленда) и Артура Уэллсли (герцога Заморны).
Научное издание текста существующих глав романа, а также письма Шарлотты Бронте к Хартли Кольриджу опубликованы в Studies in Philology, Vol. 80, No. 4, 1983.

## Содержание существующих глав
Шарлотта Бронте написала всего четыре главы, используя в качестве образца романостроения произведения Ричардсона. Основное действие, очевидно, должно было развернуться в Йоркшире, когда все главные действующие лица собрались там (третья глава). Однако две первые главы Шарлотте пришлось посвятить краткому жизнеописанию Александра Эшворта, что сразу создало длинноту в начале романа.
Александр Эшворт – сын «джентльмена не слишком приятного нрава» – сильно не ладит с отцом. Отец, не испытывавший к своему единственному отпрыску никакой привязанности, отправляет его с глаз долой – сначала в престижную школу и университет, затем в Лондон. В Лондоне красивый, отлично образованный и талантливый юноша имеет огромный успех. Превосходный музыкант, Александр Эшворт легко очаровывает дам и оказывается виновником нескольких скандалов. По смерти отца Александр возвращается в родовое имение в Хэмпшир, где вместе с приятелями предается распутной жизни. Однако период юношеского дебоширства длится не очень долго: вскоре Александр Эшворт женится на одной из своих лондонских знакомых – мисс Уортон. Женитьба действует на него благотворно: он искренне привязан к жене, характер которой отвечает его собственным лучшим качествам.
Это была женщина, одаренная многими достоинствами: милосердием, здравым смыслом, мягкостью характера и приятной наружностью. (...) Вот к этой-то даме Эшворт очень сильно привязался. Я не хочу сказать — как любовник, нет, но как муж. И никто теперь не мог обвинить его в грехе непостоянства, потому что чем дольше он с ней жил, тем более зависим казался от её общества и присутствия. (...) Со своим кротким характером она сумела создать ему безмятежную домашнюю обстановку, и теперь он не решался нарушить покой своих стен безбожными выходками, которые ранее потрясали своды Холла.
Однако жизнь молодой миссис Эшворт не была счастливой, поскольку её муж передоверил заботу об их двоих сыновьях посторонним людям (кормилицам, нянькам), а затем – своей вдовствующей матери. По достижении соответствующего возраста бабушка отправила внуков в школу, однако не успела послать их в университет. Молодые Эдвард и Уильям Эшворты остались без всякой поддержки: состояние бабушки после её смерти отошло к их отцу, который не пожелал им помочь. Их мать умерла ещё до этого события.
Помимо сыновей, миссис Эшворт родила дочь, мисс Мэри. Отец относился к ней совершенно иначе, чем к Эдварду и Уильяму. Хотя девочка также практически всё время воспитывалась на стороне, отец изредка навещал её и щедро оплачивал её обучение и воспитание.
После смерти жены Александр Эшворт обанкротился. Однако его энергия и беспринципность в добывании средств позволили ему восстановить состояние. Он выкупил проданное родовое имение в Хэмпшире, но, испытывая к нему неприязнь (вероятно, из-за воспоминаний о смерти жены), поселился в Йоркшире, в купленном здесь имении Гилвуд. Именно сюда возвращается из пансиона его выросшая дочь.
Новыми соседями Александра Эшворта в Йоркшире становятся генерал Уэст и мистер де Капелл. Дочь последнего, Амелия, училась с мисс Мэри Эшворт в одном пансионе, но они так и не стали подругами. У генерала Уэста есть единственный сын, Артур Рипли. Мистер де Капелл приходится ему крестным отцом. В качестве последнего он тревожится о судьбе Артура: крестник, так же, как и младший сын самого де Капелла, Торнтон, являются легкомыслеными гуляками. Когда-то друзья, теперь они порвали отношения. Мистера де Капелла тревожит, однако, что Артур Рипли завёл тесную дружбу с Александр Эшвортом.
Имей я такого сына, как ваш Артур, если бы он начал водить компанию с таким негодяем, как Эшворт, мошенником, банкротом, ставшим коннозаводчиком, злонамеренным, жаждущим крови республиканцем, богохульником, приспешником Тома Пэйна, то я бы вычеркнул сына из завещания и отдал бы все до последнего полупенса на больницу для бедных или на новую тюрьму для смертников в Ливерпуле (...).Этот Эшворт пять раз заслужил быть повешенным. Из всех разбойников и подлецов, что ступали когда-нибудь по земле, он самый отъявленный! Этот безбожный обманщик уже лет двадцать должен бы влачить цепи на каторге, в Ботани-Бей. Когда я узнал, что он купил Гилвуд, сделался мировым судьей и собирается здесь у нас жить, я думал, что помру в одночасье. И потом, эти скандальные слухи — о жене Дэниелса, а потом о жене Ферстона и об этой вертушке мисс Аллан, и еще двух десятках таких же, как она. И говорят, генерал, что на следующих выборах он собирается выставить свою кандидатуру от Литлборо.
Тем временем мисс Мэри Эшворт возвращается из пансиона к отцу. Делая визиты, она навещает свою знакомую по пансиону – мисс Амелию де Капелл. В гостях она знакомится с кузиной Амелии, мисс Мэриан Фейрберн, и видит молодого Артура Рипли, который интересуется Мэриан. Однако, когда Артур Рипли узнаёт имя совершенно незнакомой ему гостьи, это явно поражает его.

## Персонажи
- Александр Эшворт (в ювенилии – Александр Перси)
- Артур Рипли Уэст (в ювенилии – Артур Уэллсли, маркиз Дуэро и герцог Заморна, старший сын герцога Веллингтона)
- Генерал Уэст (в ювенилии – Артур Уэллсли, герцог Веллингтон, король Сенегамбии)
- Александр Эшворт-отец (в ювенилии – Эдвард Перси-старший)
- Миссис Эшворт – мать Александра Перси (в ювенилии – леди Хелен Перси)
- Мисс Уортон, она же миссис Эшворт – жена Александра Эшворта (в ювенилии – миссис Мэри Перси, в девичестве Уортон, жена Александра Перси)
- Эдвард и Уильям Эшворт — сыновья Александра Эшворта (в ювенилии – Эдвард и Уильям Перси)
- Мэри Эшворт, дочь Александра Эшворта (в ювенилии – Мэри-Генриетта Перси, дочь Александра Перси и вторая жена Дуэро-Заморны)
- Тэдьюс Дэниелс — приятель Александра Эшворта (в ювенилии – Гектор Монтморенси)
- Гарриет, его жена, сестра Артура Макшейна (в ювенилии – Гарриет О'Коннор по прозвищу «мистер Гарри»; замужем на Гектором Монтморенси)
- Артур Макшейн — приятель Александра Эшворта (в ювенилии – Артур О'Коннор)
- Джордж Чарльз Гордон — приятель Александра Эшворта (в ювенилии – Джордж Гордон)
- Джеремия Симпсон — приятель Александра Эшворта (в ювенилии появляется под тем же именем)
- Роберт Кинг – приятель Александра Эшворта (в ювенилии – Роберт Кинг по прозвищу Роберт Смерть)
- Мистер Де Капелл (в ювенилии Александр Сничи, король Сничисленда)
- Амелия Де Капелл (в ювенилии, видимо, Мария Сничи)
- Джон и Торнтон де Капелл (в ювенилии принц Джон, герцог Фидена, и Торнтон Сничи, ставший впоследствии генералом Торнтоном)
- Мэриэн Фейрберн (в ювенилии – Мэриан Флоренс Хьюм, первая жена Дуэро-Заморны)